# 상의원
상의원(尙衣院)은 조선시대 임금과 왕족 등 왕실의 의복과 재물을 제작 및 공급하고 관리하던 공조의 관청이다.

## 상의원의 역사
고려의 장복서(掌服署) 제도를 이어받아 태조 때 공조의 속아문(屬衙門)으로 설치하였다. 이는 1895년(고종 32년)에 상의사(尙衣司)로 개칭되었고, 1905년에 다시 상방사(尙方司)로 개칭되었다.

## 상의원의 귀족원(貴族院)
관원(귀족)의 조선 품계
- 제조(提調) : 종 1품
- 부제조(副提調) : 종 2품
- 부정(副正) : 종 3품
- 첨정(僉正) : 종 4품

- 별좌(別坐) : 정 5품
- 판관(判官) : 종 5품
- 주부(主簿) : 종 6품
- 별제(別提) : 종 6품
- 직장(直長) : 종 7품
- 공제(工製) : 종 7품
- 공조(工造) : 종 8품
- 공작(工作) : 종 9품

기타(장인)
병전의 40명은 경아전(京衙前) 40명이다. 
형전의 72명은 차비노 65명과 근수노 7명이다. 공전의 597명은 상의원에 소속된 제색장(諸色匠)으로서 여기에는 능라장(綾羅匠) 105명,
초립장(草笠匠) 6명, 입장(笠匠) 2명, 
사모장(紗帽匠) 4명, 양태장(凉太匠) 2명, 
도다익장(都多益匠) 2명, 다회장(多繪匠) 4명, 망건장(網巾匠) 4명, 모자장(帽子匠) 2명, 
도련장(搗鍊匠) 2명, 성장(筬匠) 10명, 
옥장(玉匠) 10명, 옹장(瓮匠) 10명, 
섭장(攝匠) 8명, 은장(銀匠) 8명, 
금박장(金箔匠) 4명, 이피장(裏皮匠) 4명, 
화장(靴匠) 10명, 삽혜장(鈒鞋匠) 8명, 
숙피장(熟皮匠) 8명, 화아장(花兒匠) 4명, 
사피장(斜皮匠) 4명, 모의장(毛衣匠) 8명, 
전장(氈匠) 8명, 입사장(入絲匠) 4명, 
모관장(毛冠匠) 2명, 사금장(絲金匠) 4명, 
칠장(漆匠) 8명, 두석장(豆錫匠) 4명, 
마조장(磨造匠) 4명, 궁현장(弓弦匠) 4명, 
유칠장(油漆匠) 2명, 주장(鑄匠) 4명, 
나전장(螺鈿匠) 2명, 하엽록장(荷葉綠匠) 2명, 생피장(生皮匠) 2명, 유장(鍮匠) 4명, 
배첩장(褙貼匠) 4명, 침장(針匠) 2명, 
경장(鏡匠) 2명, 풍물장(風物匠) 8명, 
조각장(彫刻匠) 4명, 묵장(墨匠) 4명, 
동장(銅匠) 4명, 궁인(弓人) 18명, 시인(矢人) 21명, 도자장(刀子匠) 6명, 야장(冶匠) 8명, 연장(鍊匠) 10명, 매집장(每緝匠) 4명, 목소장(木梳匠) 2명, 재금장(裁金匠) 2명, 
도목개장(都目介匠) 2명, 도결아장(都結兒匠) 2명, 웅피장(熊皮匠) 2명, 전피장(猠皮匠) 2명, 화빈장(火鑌匠) 2명, 죽소장(竹梳匠) 2명, 환도장(環刀匠) 12명, 침선장(針線匠) 40명, 합사장(合絲匠) 10명, 청염장(靑染匠) 10명, 홍염장(紅染匠) 10명, 세답장(洗踏匠) 8명, 도침장(搗砧匠) 14명, 연사장(鍊絲匠) 75명, 방직장(紡織匠) 20명, 초염장(草染匠) 4명이 포함된다. 